# Olympische Jugend-Winterspiele 2020/Teilnehmer (Irland)
| Gelbes Symbol für Goldmedaillen mit stilisierten Olympischen Ringen | Graues Symbol für Silbermedaillen mit stilisierten Olympischen Ringen | Braundes Symbol für Bronzemedaillen mit stilisierten Olympischen Ringen |
| ------------------------------------------------------------------- | --------------------------------------------------------------------- | ----------------------------------------------------------------------- |
| —                                                                   | —                                                                     | —                                                                       |

Irland nahm an den Olympischen Jugend-Winterspielen 2020 in Lausanne mit zwei Athleten (ein Junge und ein Mädchen) im Ski Alpin teil.

## Teilnehmer nach Sportarten

### Ski Alpin
| Athleten     | Wettbewerbe  | 1. Lauf     | 1. Lauf | 2. Lauf | 2. Lauf | Gesamt      | Gesamt |
| Athleten     | Wettbewerbe  | Zeit        | Rang    | Zeit    | Rang    | Zeit        | Rang   |
| ------------ | ------------ | ----------- | ------- | ------- | ------- | ----------- | ------ |
| Jungen       |              |             |         |         |         |             |        |
| Matthew Ryan | Riesenslalom | 1:06,80 min | 28      | DNF     | DNF     | DNF         | DNF    |
| Matthew Ryan | Slalom       | DNF         | DNF     | DNF     | DNF     | DNF         | DNF    |
| Matthew Ryan | Super-G      | –           | –       | –       | –       | 58,70 s     | 45     |
| Matthew Ryan | Kombination  | 58,70 s     | 45      | 35,41 s | 17      | 1:34,11 min | 25     |
| Mädchen      |              |             |         |         |         |             |        |
| Emma Austin  | Riesenslalom | DNF         | DNF     | DNF     | DNF     | DNF         | DNF    |
| Emma Austin  | Slalom       | 51,66 s     | 35      | 50,36 s | 27      | 1:42,02 min | 28     |